# Tűnő Idő Tárlat
A Tűnő Idő Tárlat a Thy Catafalque harmadik albuma, amely 2004-ben jelent meg szerzői kiadásban. A lemezen található három versfeldolgozás: a Héja-nász az avaron (Ady Endre), a Zápor (Radnóti Miklós), illetve Az ősanya szól ivadékaihoz és az A medve-ős egybefűzve Weöres Sándortől.
A Csillagkohó, illetve a Neath Waters (Minden vízbe mártott test) című dalok egy-egy részletéhez klip készült.
Az albumot 2010-ben újra megjelentette az Epidemie Records digipak csomagolásban, 500 példányban.

## Dalok
1. Csillagkohó
2. Neath Waters (Minden vízbe mártott test)
3. Bolygó, bolyongó
4. Kék ég karaván
5. Héja-nász az avaron
6. Zápor
7. Az ősanya szól ivadékaihoz
8. Varjak fekszenek

## Közreműködők
- Kátai Tamás - ének, gitár, billentyűs hangszerek, programok, basszusgitár
- Juhász János - gitár, basszusgitár,

Vendégek
- Bíró Anita - hegedű
- Gerzanits Nikoletta - ének

## Külső hivatkozások
- Thy Catafalque MySpace oldal
- Encyclopaedia Metallum - Tűnő Idő Tárlat infólap